# 日本大学大学院総合科学研究科
日本大学大学院総合科学研究科（にほんだいがくだいがくいんそうごうかがくけんきゅうか、Nihon University Advanced Research Institute for the Sciences and Humanities）は、総合科学を研究する日本大学大学院の独立研究科である。2015年3月31日をもって廃止した。

## 概要
2005年4月に開設された。各専攻は5年一貫制の博士課程であり、人間開発科学専攻、環境科学専攻、生命科学専攻の3専攻であった。

## 研究科・専攻
- 総合科学研究科
  - 人間開発科学専攻
  - 環境科学専攻
  - 生命科学専攻

## アクセス
- 東京都千代田区五番町12-5　日本大学会館第2別館

## 関係者
主な教職員
- 安藤至大

出身者
- 及川淳子 - 政治学者、中央大学准教授